# Pietro Volpi
Pietro Volpi (Treviglio, 1º dicembre 1911 – Africa Orientale Italiana, 6 marzo 1941) è stato un militare italiano, decorato con la medaglia d'oro al valor militare alla memoria nel corso della seconda guerra mondiale.

## Biografia
Nacque a Treviglio, provincia di Bergamo, il 1 dicembre 1911, figlio di Giovanni e Tranquillina Copasso. 
Impiegato presso l’Istituto sperimentale agrario di Torino ed iscritto contemporaneamente nella Facoltà di agraria dell'Università di Milano, nel novembre 1931 fu chiamato a prestare servizio militare di leva nel Regio Esercito. Ammesso a frequentare la Scuola allievi ufficiali di complemento di Moncalieri, fu promosso sottotenente dell'arma di fanteria nel giugno 1932 e assegnato al 53º Reggimento fanteria "Umbria"; fu congedato nel gennaio 1933. Due anni più tardi, nel marzo 1935, veniva richiamato in servizio attivo a domanda per essere trasferito nel Regio corpo truppe coloniali d'Eritrea. Sbarcato a Massaua il 21 marzo, fu destinato all'XI battaglione coloniale della 3ª Brigata eritrea. Distintosi nelle operazioni per la occupazione dell'Ovest etiopico come comandante di un plotone della 2ª Compagnia, ne divenne il comandante dopo la sua promozione a tenente in servizio permanente effettivo, conseguita nell'agosto 1937. Cadde in combattimento nel corso della seconda guerra mondiale, durante la campagna dell'Africa Orientale Italiana, il 6 marzo 1941, e fu decorato con la medaglia d'oro al valor militare alla memoria.

### Fonti
1. ↑  Gruppo Medaglie d'Oro al Valore Militare 1965, p. 254.
2. 1 2 3 4 5  Combattenti Liberazione.
3. ↑   Medaglia d'oro al valor militare Volpi, Pietro, su quirinale.it, Quirinale. URL consultato l'11 febbraio 2023.
4. ↑  Registrato alla Corte dei conti lì 12 gennaio 1949,  Esercito registro n. 1, foglio 330.